# Parc national Churchill
Le parc national Churchill est un parc national situé au Victoria en Australie à 32 km  au sud-est de Melbourne. 
Il servait autrefois pour faire paitre les chevaux de la police et a longtemps été connu sous le nom de Police paddocks puis parc national Dandenong avant de prendre son nom actuel en 1944 en l'honneur de Sir Winston Churchill. 
Il abrite de nombreuses espèces d'oiseaux comme le canard à crinière et le canard à sourcils. On peut y voir au lever et au coucher du soleil des kangourous, des wallabies et toute la journée des échidnés.